# 安迪·方
安迪·方（英語：Andy Fang，1992年—），是一位美國科技企業家和億萬富翁，以DoorDash的聯合創始人兼首席技術官而聞名。他與湯瑋銳、徐迅和Evan Moore在2013年共同創立了該公司。
DoorDash於2020年12月進行了IPO，這是一家提供外送服務的公司。根據報導，在DoorDash IPO前，安迪·方的淨資產估計為22億美元。

## 個人生活和教育
安迪·方在舊金山灣區長大，並就讀於哈克學校，於2010年畢業。他後來進入斯坦福大學並獲得計算機科學學士學位。